# Hel van het Mergelland 2002
L'Hel van het Mergelland 2002, ventinovesima edizione della corsa, si svolse il 6 aprile su un percorso con partenza e arrivo a Eijsden. Fu vinto dall'australiano Corey Sweet della squadra Bankgiroloterij-Batavus davanti al belga Thierry De Groote e all'olandese Germ van der Burg.

## Ordine d'arrivo (Top 10)
| Pos. | Corridore         | Squadra                           | Tempo    |
| ---- | ----------------- | --------------------------------- | -------- |
| 1    | Corey Sweet       | Bankgiroloterij-Batavus           | 4h59'35" |
| 2    | Thierry De Groote | Palmans-Collstrop                 | s.t.     |
| 3    | Germ van der Burg | Bert Story-Piels                  | s.t.     |
| 4    | Christian Poos    | Marlux-Ville de Charleroi         | a 4"     |
| 5    | Remco van der Ven | Bankgiroloterij-Batavus           | a 1'08"  |
| 6    | Tom Desmet        | Marlux-Ville de Charleroi         | a 1'14"  |
| 7    | Bram Schmitz      | Bankgiroloterij-Batavus           | a 1'50"  |
| 8    | Peter Wuyts       | Palmans-Collstrop                 | s.t.     |
| 9    | Jos Lucassen      | Axa-VvZ Professional Cycling Team | s.t.     |
| 10   | Michael Skelde    | EDS-Fakta                         | s.t.     |